# 10-я горнопехотная дивизия (США)
10-я горнопехотная дивизия (англ. 10th Mountain Division) — тактическое соединение Армии США. По состоянию на 2009 год входила в состав 18-го воздушно-десантного корпуса. Базируется в Форт-Драм, штат Нью-Йорк. Девиз — «Поднимаясь к славе» (Climb to Glory).

## История
Изначально была сформирована в 1918 году как пехотная дивизия с целью отправки в Европу в помощь Антанте, однако так и не покинула пределов страны и была распущена в 1919 году.

### Вторая мировая война
Под командованием генерал-майора Ллойда Э. Джонса 10-я лёгкая дивизия (альпийская) (10th Light Division (Alpine)) была сформирована 10 июля 1943 года и активирована 15 июля в Кэмп-Хейле, штат Колорадо. После интенсивной подготовки в зимних условиях и горнопехотной войне дивизия была переведена в Кэмп-Свифт, штат Техас, для дополнительной боевой подготовки. 10-я лёгкая дивизия была переименована в 10-ю горнопехотную дивизию (10th Mountain Division) 6 ноября 1944 года и вскоре после этого была переброшена на итальянский театр военных действий под командованием генерал-майора Джорджа П. Хейса.
С января 1945 года участвовала в боевых действиях на итальянском фронте. К январю 1945 года дивизия вела боевые действия в Северной Италии. В ходе этих операций 10-я горнопехотная дивизия захватила немецкие позиции на хребте Рива и горе Бельведер, прорвала немецкую горную оборону в долину реки По и к концу войны достигла северной части озера Гарда. 14 апреля рядовой Джон Д. Маграт совершил боевые действия, которые сделали его первым солдатом дивизии, награжденным Медалью Почёта.
В течение почти пяти месяцев интенсивных наземных боёв в Италии дивизии противостояли 100 000 немецких войск, но она эффективно уничтожила пять немецких дивизий, развязав оборону в Италии и отвлекая силы с других театров военных действий. Во время Второй мировой войны дивизия понесла почти 5 000 потерь, из них 999 солдат погибли в бою.
После капитуляции Германии 10-я горнопехотная дивизия вместе с войсками из Югославии была переброшена к итальянской границе в районе Триеста для поддержки миссии UDINE. После передислокации дивизия была инактивирована 30 ноября 1945 года в Кэмп-Карсоне, штат Колорадо.

### После войны
Для удовлетворения потребностей армии в подготовке большого количества запасных, 10-я дивизия была восстановлена в качестве учебной дивизии 1 июля 1948 года в Форт-Райли, штат Канзас. В 1954 году стала пехотной. В январе 1954 года Министерство армии объявило, что 10-я пехотная дивизия станет боевой пехотной дивизией с ротацией в Европу для сдерживания Советского Союза и стран Организации Варшавского договора. Протянувшись по дуге от Франкфурта до Нюрнберга в Западной Германии, дивизия занимала стратегическое центральное место в силах обороны НАТО, пока в 1958 году её не заменила 3-я пехотная дивизия. Дивизия была инактивирована в Форт-Беннинге, штат Джорджия, 14 июня 1958 года.

### Восстановление
Современная 10-я горнопехотная дивизия была вновь сформирована в Форт-Драме, штат Нью-Йорк, 13 февраля 1985 года как одна из новых «лёгких пехотных» дивизий армии США. Она была разработана для выполнения широкого спектра задач по всему миру, добавляя новое измерение к стратегической мобильности вооружённых сил США. Быстрая мобильность дивизии позволила доставить войска в кризисную зону до начала конфликта и продемонстрировала решимость и потенциал США.

### Операции 1990-х годов
Хотя 10-я горнопехотная дивизия не была развёрнута в Юго-Западной Азии в качестве подразделения, около 1200 солдат дивизии были направлены на операцию «Щит пустыни»/«Буря в пустыне» для поддержки 24-й механизированной дивизии в Ираке. Самым крупным подразделением был 548-й батальон снабжения и обслуживания (548th Supply and Services Battalion), насчитывавший около 1000 солдат.
После урагана «Эндрю», обрушившегося на юг Флориды 24 августа 1992 года, 10-я горнопехотная дивизия взяла на себя ответственность за оказание помощи при стихийных бедствиях в качестве оперативной группы «Маунтин». Солдаты дивизии организовали лагеря помощи, раздавали продукты питания, одежду, предметы первой необходимости и строительные материалы, а также помогали восстанавливать дома и расчищать завалы.
Под командованием генерал-майора Стивена Л. Арнольда и старшего сержанта Роберта К. Секстона штаб дивизии был вновь развёрнут 3 декабря 1992 года и назначен штабом всех армейских сил (Army Forces (ARFOR)) объединённой оперативной группы (UNITAF) для операции «Возрождение надежды» в Сомали. В задачу дивизии входила охрана крупных городов и дорог для обеспечения безопасного проезда грузов помощи голодающему населению Сомали. 3 октября 1993 года силы быстрого реагирования 10-й горнопехотной дивизии (TF 2-14 Infantry) обеспечили наземный маршрут эвакуации оперативной группы специальных операций «Рейнджер» (Special Operations Task Force Ranger) во время битвы за Могадишо.
Под командованием генерал-майора Дэвида К. Мида и старшего сержанта Джесси Г. Лайе дивизия совершила первую высадку десанта на Гаити в составе Многонациональных сил Гаити (MNF Haiti) и Объединённой оперативно-тактической группы 190 (Joint Task Force 190) в ходе операции «Утверждение демократии» в 1994 году. Когда 15 октября 1994 года президент Жан-Бертран Аристид вернулся в Гаити, его безопасность обеспечивала 10-я горнопехотная дивизия.
В период с 1997 по 2001 год 10-я горнопехотная дивизия продолжала поддерживать операции по поддержанию и принуждению к миру по всему миру, неся службу в составе многонациональных сил и наблюдателей в Синайской пустыне для мониторинга мирного договора между Израилем и Египтом. Осенью 1998 года дивизия получила уведомление о том, что она будет выполнять функции старшего штаба оперативной группы «Орел» под командованием генерал-майора Джеймса Л. Кэмпбелла и сержанта-майора Тедди Е. Хармана, предоставляя миротворческие силы для поддержки текущей операции в рамках зон ответственности многонациональной дивизии «Север» в Боснии и Герцеговине. Части дивизии были переброшены в Косово в 2001 и 2002 годах в рамках операции Joint Guardian, где они выполняли различные миротворческие функции.

### Война в Афганистанеи Ираке
В 2001 году 10-я горнопехотная дивизия стала первым боевым соединением обычного типа, развёрнутым в ответ на нападение на США 11 сентября. Солдаты дивизии обеспечили безопасность важнейших объектов в США и на Ближнем Востоке, а также ключевой передовой оперативной базы в Узбекистане, после чего были переброшены в Афганистан в качестве первых обычных сил для усиления подразделений специальных операций на местах. Во время операции «Анаконда» в марте 2002 года подразделения штаба дивизии под командованием генерал-майора Ф. Л. «Бастера» Хагенбека и старшего сержанта Кеннета К. Лопеса возглавили более 1700 американских и 1000 афганских военнослужащих в боях в долине Шахи-Кот. В состав этих сил входили 3-я бригада 101-й воздушно-десантной дивизии, 2-я бригада 10-й горнопехотной дивизии, 1-й батальон 87-го пехотного полка, 4-й батальон 31-го пехотного полка и 3-й канадский лёгкий пехотный полк принцессы Патриции (3rd Princess Patricia’s Canadian Light Infantry (3rd PPCLI)). По оценкам американских сил, во время боя погибло 500 бойцов.
Части дивизии вернулись в Афганистан в 2003 году. Штаб дивизии под руководством генерал-майора Ллойда Дж. Остина III и старшего сержанта Денниса М. Кэри принял командование коалиционной объединённой оперативной группой 180 (Joint Task Force 180), которая руководила боевыми бригадами на всей территории Афганистана. 1-я бригада дивизии присоединилась к другим коалиционным силам, ведущим боевые действия по уничтожению террористических элементов в регионе и обеспечению безопасности и оказанию гуманитарной помощи афганскому народу. 2-я бригада в составе оперативной группы «Феникс» обеспечивала подготовку Афганской национальной армии. 10-я бригада армейской авиации впервые развернулась в Афганистане, оказывая авиационную поддержку на всей территории страны. В течение 2003 года более 6000 солдат 10-й горнопехотной дивизии были направлены на поддержку войны с терроризмом.
В июле 2004 года, спустя всего шесть месяцев после возвращения из Афганистана, 2-я бригада была развёрнута в Ираке в поддержку операции «Иракская свобода». Бригада охраняла спорные районы западного Багдада во время национальных выборов 31 января, не позволив вражеским атакам сорвать первые демократические выборы в Ираке. После возвращения штаба дивизии и 1-й бригады из Афганистана 10-я горнопехотная дивизия начала преобразовываться в модульную дивизию. Официально дивизия была преобразована в модульное подразделение во время церемонии 13 сентября 2004 года. В ходе церемонии семь подразделений были инактивированы и 13 активированы, включая 3-ю бригаду. 4-я бригада была активирована в Форт-Полке, штат Луизиана, 16 января 2005 года.
В августе 2005 года 1-я бригада была развёрнута в западной части Багдада, Ирак. Бригада отвечала за обеспечение безопасности во время конституционного референдума 15 октября и национальных выборов 15 декабря. В 2006 году штаб дивизии, 3-я бригада и две батальонные оперативные группы из 4-й бригады были направлены в Афганистан. Штаб дивизии, возглавляемый генерал-майором Бенджамином К. Фрикли и старшим сержантом Ральфом К. Борджа, принял на себя командование 76-й объединенной оперативной группой и руководил операциями по разгрому вражеских экстремистских движений, установлению прочной безопасности и созданию условий для долгосрочной стабильности в Афганистане. В ходе развёртывания 3-й бригады солдаты в течение 12 месяцев провели четыре значительные боевые операции в долине Печ, провинции Кунар, провинции Гильменд и на востоке Афганистана. Во время службы в Афганистане старший сержант Джаред К. Монти стал вторым солдатом дивизии, получившим Медаль Почёта во время боевых действий в провинции Нуристан 21 июня 2006 года.
В августе 2006 года 2-я бригада вновь была переброшена в Ирак, в район, известный как «Треугольник смерти», на 15 месяцев в рамках переброски войск. Зимой 2006 года 10-я бригада армейской авиации вновь была развёрнута в Афганистане в качестве единственной авиационной бригады на театре военных действий, оказывая поддержку подразделениям Международных сил содействия безопасности по всей стране. В 2006 году в Афганистане также была развёрнута 10-я бригада поддержки. В составе оперативной группы «Мулескиннер» (Task Force Muleskinner) и Командования материально-технического обеспечения бригада взяла на себя жизненно важную миссию по отслеживанию и координации перемещения грузов, оборудования и персонала по всему региону.
1-я бригада вернулась в Ирак в 2007 году, проводя операции по обеспечению стабильности и безопасности на севере Ирака и обучая «Сыновья Ирака» защите своих кварталов от насилия со стороны повстанцев. В 2008 году 4-я бригада была развёрнута в Ираке и участвовала в координации и проведении крупномасштабных операций, включая операцию «Призрачный Феникс». Штаб 10-й горнопехотной дивизии впервые был развёрнут в Ираке в апреле 2008 года. Под руководством генерал-майора Майкла Л. Оутса и старшего сержанта Джеймса В. Редмора дивизия выполняла функции командного элемента в южном Багдаде до конца марта 2009 года, когда она была переброшена в Басру для координации обеспечения безопасности многонациональной дивизии «Юг». Осенью 2008 года в Ираке также были развёрнуты 10-я бригада армейской авиации и 10-я бригада поддержки. 10-я бригада армейской авиации осуществляла переброску личного состава, пополнение запасов, воздушные десанты, медицинскую эвакуацию, а также операции по обеспечению безопасности и нападения в поддержку многонациональной дивизии «Север». 10-я бригада поддержки организовала поддержку более 140 000 солдат, морских пехотинцев и гражданских лиц.
В январе 2009 года 3-я бригада была развёрнута в провинциях Логар и Вардак в Афганистане, охраняя южные подступы к Кабулу и обеспечивая столь необходимую безопасность в обеих провинциях. 2-я бригада совершила ещё одну командировку в Ирак в период с 2009 по 2010 год, во время перехода от операции «Иракская свобода» к операции «Новый рассвет». 1-я бригада была развёрнута в Афганистане в 2010 году в рамках операции «Всплеск», став первой бригадой армии США, которая действовала на севере Афганистана. В 2010 году штаб дивизии и 10-я бригада армейской авиации вновь были направлены в Афганистан. Штаб дивизии под руководством генерал-майора Джеймса Л. Терри и старшего сержанта Кристофера К. Грека с октября 2010 года по октябрь 2011 года отвечал за региональное командование «Юг», в то время как 4-я бригада проводила боевые операции в провинциях Вардак и Логар, а 10-я бригада армейской авиации поддерживала все региональное командование «Восток».
Весной 2011 года 3-я бригада вернулась в состав регионального командования «Юг» для снижения растущей напряженности в районах Жари и Майванд провинции Кандагар. Бригада столкнулась с наиболее глубоко укоренившимися силами противника, с которыми солдаты 10-й горнопехотной бригады сталкивались более семи лет. В ходе многочисленных боевых операций к югу от шоссе 1 бригада успешно атаковала через «зеленую зону» до реки Аргандаб, вклинившись между повстанцами и афганским населением, что повысило безопасность и стабильность в регионе Кандагар. Когда бригады начали передислокацию, 10-я бригада поддержки приняла на себя передовые операции с октября 2011 года по октябрь 2012 года. Это была последняя из основных бригад, которые развёртывались по 12-месячному циклу, поскольку армия перешла на девятимесячный цикл развёртывания.

### 2010-е годы
Осенью 2012 года армия выделила две бригады 10-й горнопехотной дивизии для перехода к новой форме боевых действий. Бригадные боевые группы были организованы для обеспечения более компактного элемента, ориентированного на боевых советников, известного как бригада содействия силам безопасности (SFAB). Первоначальная подготовка завершилась развёртыванием 1-й SFAB 10-й горнопехотной дивизии и 2-й SFAB 10-й горнопехотной дивизии в январе 2013 года в составе Регионального командования «Восток» в качестве первых подразделений SFAB армии США. 10-я бригада армейской авиации, 4-я SFAB и 3-я SFAB также были развёрнуты в Региональном командовании «Восток» в 2013 году.
В ноябре 2012 года в связи с ураганом «Сэнди» солдаты 10-й горнопехотной дивизии были направлены в Нью-Йорк и Нью-Джерси, где они круглосуточно работали над обеспечением операций по дозаправке топливом в пострадавших районах. Солдаты из 710-го батальона поддержки бригады 3-й бригады, 210-го батальона поддержки бригады 2-й бригады и 10-й бригады армейской авиации работали с организациями Нью-Йорка и Нью-Джерси, а также с подразделениями Национальной гвардии для оказания помощи.
В январе 2014 года штаб дивизии и 10-я бригада поддержки вновь были направлены в Афганистан. 6 февраля 2014 года штаб дивизии во главе с генерал-майором Стивеном Дж. Таунсендом и старшим сержантом Родни Р. Льюисом принял командование региональным командованием «Восток» с задачей консультирования и оказания помощи Афганским национальным силам безопасности (ANSF). 10-я горнопехотная дивизия завершила 13-летнюю операцию «Несокрушимая свобода» (OEF) и перешла к операции «Решительная поддержка» (RS), поскольку её пятое развёртывание в Афганистане завершилось в ноябре 2014 года.
В феврале 2015 года 2-я бригада 10-й горнопехотной дивизии была развёрнута в Афганистане в рамках миссии «Решительная поддержка» в войне в Афганистане и вернулась в Форт-Драм в марте 2016 года. В период с конца лета по начало осени 2015 года 300 военнослужащих из штаба 10-й горнопехотной дивизии были развёрнуты в Афганистане под командованием генерал-майора Джеффри Л. Баннистера и старшего сержанта Чарльза В. Альбертсона в поддержку операции «Страж свободы» вместе с примерно 1000 военнослужащих из 3-й бригады. В феврале 2016 года талибы начали новое наступление на Сангин, провинция Гильменд. В ответ США направили в провинцию Гильменд 2-й батальон 87-го пехотного полка 10-й горнопехотной дивизии для поддержки 215-го корпуса вооружённых сил Исламской Республики Афганистан в провинции, в частности в районе Сангина, присоединившись к уже находящимся там американским и британским силам специальных операций.
В октябре 2015 года «Шесть стрелков» из 6-го эскадрона 6-го кавалерийского полка 10-й бригады армейской авиации стали четвёртым эскадроном воздушной кавалерии, развёрнутым в Южной Корее в рамках девятимесячной ротации.
В апреле 2016 года 1-й батальон 10-го авиационного полка был развёрнут в Ираке в составе оперативной группы «Дракон», где его личный состав был развёрнут во всей зоне операций Центрального командования США: Кувейт, Ирак, Афганистан и Иордания. Оперативная группа «Дракон» была единственным авиационным штабом, поддерживающим сухопутный компонент объединённых сил в Ираке, и действовала на всей территории страны. В октябре 2016 года самолеты AH-64D оперативной группы «Дрэгон» произвели первые выстрелы в ходе наступления на Мосул и обеспечили разрушительный и точный огонь в поддержку штурма и захвата Мосула иракской армией. В декабре 2016 года оперативная группа «Дракон» вернулась в Форт-Драм.
В августе 2016 года 1-я бригада 10-й горнопехотной дивизии была призвана для поддержки операции «Непоколебимая решимость» в Ираке. За девять месяцев, проведённых бригадой в Ираке, страна стала свидетелем самых ключевых кампаний в борьбе за возвращение контроля над городами Рамади, Фаллуджа и Мосул от Исламского государства Ирака и Сирии. 1-я бригада предоставляла группы помощи силам безопасности иракской армии и курдскому правительству в Эрбиле. Кроме того, 3-й эскадрон 71-го кавалерийского полка обеспечивал межведомственное сотрудничество в области безопасности для Государственного департамента в Багдаде.

## Устав Уикхема
В октябре 1983 года начальник штаба армии генерал Джон Уикхэм (John Wickham) объявил о своем решении создать лёгкие пехотные дивизии. В течение 10 лет после вывода американских войск из Вьетнама общая тенденция развития структуры вооружённых сил США была направлена в сторону тяжёлых механизированных и бронетанковых войск. Решение генерала Уикхэма стало серьёзным изменением направления развития армии. Чтобы преодолеть сопротивление новым подразделениям, он и другие руководители армии работали над тем, чтобы создать широкую поддержку лёгким дивизиям.
Несмотря на эти усилия и здравое стратегическое обоснование этой новой инициативы, создание лёгких пехотных дивизий вызвало бурю протеста. В публикации под названием «Белая книга 1984 года: Лёгкие пехотные дивизии» генерал Уикхэм объяснил стратегическую необходимость новых лёгких войск. Ключевой особенностью этих подразделений была их стратегическая мобильность; благодаря их компактному размеру и составу, их можно было перебрасывать на борту военных самолётов в потенциально опасные места. Эта мобильность должна была быть достигнута за счет того, что из состава лёгкой дивизии была исключена тяжёлая бронетехника, огневая мощь и инфраструктура поддержки, при этом в ней оставался относительно большой «кусок» (50 %) боевых войск.
По его расчётам, лёгкие пехотные дивизии заполнят пустоту в американском военном потенциале. Лёгкие дивизии можно перебрасывать быстрее и легче, чем более тяжёлые механизированные войска. Кроме того, лёгкие пехотные подразделения лучше подходят для многих кризисных ситуаций, таких как противоповстанческие действия или другие операции низкой интенсивности, чем бронетанковые или механизированные войска.
Генерал Уикхэм объявил о создании пяти лёгких пехотных дивизий. Две из них: 7-я и 25-я пехотные дивизии — сформированы в результате реорганизации существующих действующих дивизий. Две другие: 6-я пехотная и 10-я горнопехотная — стали новыми дивизиями.
Генерал решил, что новая 10-я горнопехотная дивизия должна быть развёрнута в Форт-Драме, штат Нью-Йорк. Перспектива вливания десятков миллионов долларов в депрессивную местную экономику обеспечила программе лёгких дивизий сильную поддержку Конгресса со стороны влиятельной делегации Нью-Йорка. Кроме того, сенатор США Роберт Доул служил в составе 10-й горнопехотной дивизии во время Второй мировой войны. Лидер сенатского меньшинства, награждённый офицер, который был тяжело ранен в Италии, присутствовал на церемонии активации дивизии и стал убеждённым сторонником дивизии и Форт-Драма.

## Состав

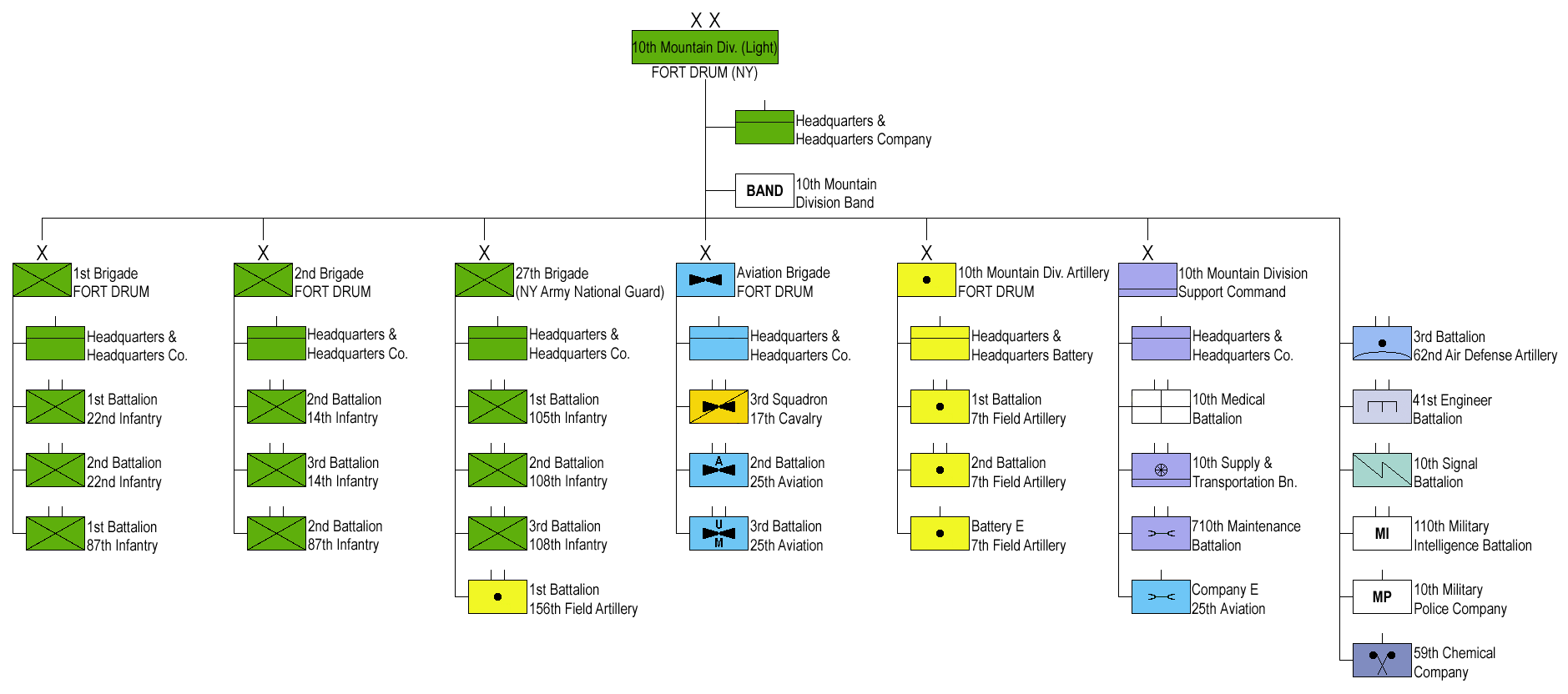
Состав 10-й гпд на 1989 год

10-я горнопехотная дивизия (Форт-Драм, штат Нью-Йорк) (10th Mountain Division (Light), Fort Drum, New York)
- Штаб и штабная рота (Headquarters & Headquarters Company)
- 1-я бригада (1st Brigade)
  - Штаб и штабная рота (Headquarters & Headquarters Company)
  - 1-й батальон 22-го пехотного полка (1st Battalion, 22nd Infantry)[3][4]
  - 2-й батальон 22-го пехотного полка (2nd Battalion, 22nd Infantry)
  - 1-й батальон 87-го пехотного полка (1st Battalion, 87th Infantry)[5]
- 2-я бригада (2nd Brigade)[6]
  - Штаб и штабная рота (Headquarters & Headquarters Company)
  - 2-й батальон 14-го пехотного полка (2nd Battalion, 14th Infantry)[7][6]
  - 3-й батальон 14-го пехотного полка (3rd Battalion, 14th Infantry)[6]
  - 2-й батальон 87-го пехотного полка (2nd Battalion, 87th Infantry)[8][6]
- 27-я пехотная бригада (лёгкая) (Сиракьюс) (Армия Национальной гвардии штата Нью-Йорк) (27th Infantry Brigade (Light), Syracuse (New York Army National Guard))[9]
  - Штаб и штабная рота (Headquarters & Headquarters Company)
  - 1-й батальон 108-го пехотного полка (Оберн) (1st Battalion, 108th Infantry, Auburn)[10]
  - 2-й батальон 108-го пехотного полка (Сиракьюс) (2nd Battalion, 108th Infantry, Syracuse)[10]
  - 3-й батальон 108-го пехотного полка (Ютика) (3rd Battalion, 108th Infantry, Utica)[10]
  - 1-й дивизион 156-го артиллерийского полка (Кингстон) (1st Battalion, 156th Field Artillery, Kingston, (18 × M101 105 mm towed howitzer))[11]
  - 427-й батальон передовой поддержки (Сиракьюс) (427th Support Battalion (Forward), Syracuse)
  - Рота Эхо 101-го кавалерийского полка (Буффало) (Troop E, 101st Cavalry, Buffalo)
  - 827-я инженерная рота (Буффало) (827th Engineer Company, Buffalo)
- Авиационная бригада (Aviation Brigade)[12]
  - Штаб и штабная рота (Headquarters & Headquarters Company)
  - 3-й эскадрон 17-го кавалерийского полка (разведывательный) (3rd Squadron, 17th Cavalry (Reconnaissance))[13]
  - 2-й батальон 25-го авиационного полка (ударный) (2nd Battalion, 25th Aviation (Attack))[14]
  - Рота Чарли 25-го авиационного полка (основной поддержки) (Company C, 25th Aviation (General Support))[15]
  - Рота Дельта 25-го авиационного полка (штурмовая) (Company D, 25th Aviation (Assault))
- Артиллерийское командование (Division Artillery)[16][17]
  - Штаб и штабная батарея (Headquarters & Headquarters Battery)
  - 1-й дивизион 7-го артиллерийского полка (1st Battalion, 7th Field Artillery (18 × M101 105 mm towed howitzer))[18][19]
  - 2-й дивизион 7-го артиллерийского полка (2nd Battalion, 7th Field Artillery (18 × M101 105 mm towed howitzer))[19]
  - Батарея Эхо 7-го артиллерийского полка (Battery E, 7th Field Artillery (8 × M198 155 mm towed howitzer))[19]
- Командование материально-технического обеспечения (Division Support Command)
  - Штаб и штабная рота (Headquarters & Headquarters Company)
  - 10-й медицинский батальон (10th Medical Battalion)
  - 10-й батальон снабжения и транспортировки (10th Supply & Transportation Battalion)[20]
  - 710-й батальон технического обслуживания (710th Maintenance Battalion)
  - Рота Эхо 25-го авиационного полка (Company E, 25th Aviation (Aviation Intermediate Maintenance))
- 3-й дивизион 62-го полка ПВО (3rd Battalion, 62nd Air Defense Artillery)
- 41-й инженерный батальон (41st Engineer Battalion)[21]
- 10-й батальон связи (10th Signal Battalion)[22]
- 110-й батальон военной разведки (110th Military Intelligence Battalion)
- 10-я рота военной полции (10th Military Police Company)
- 59-я химическая рота (59th Chemical Company)[23]
- Оркестр (10th Mountain Division Band)[24]

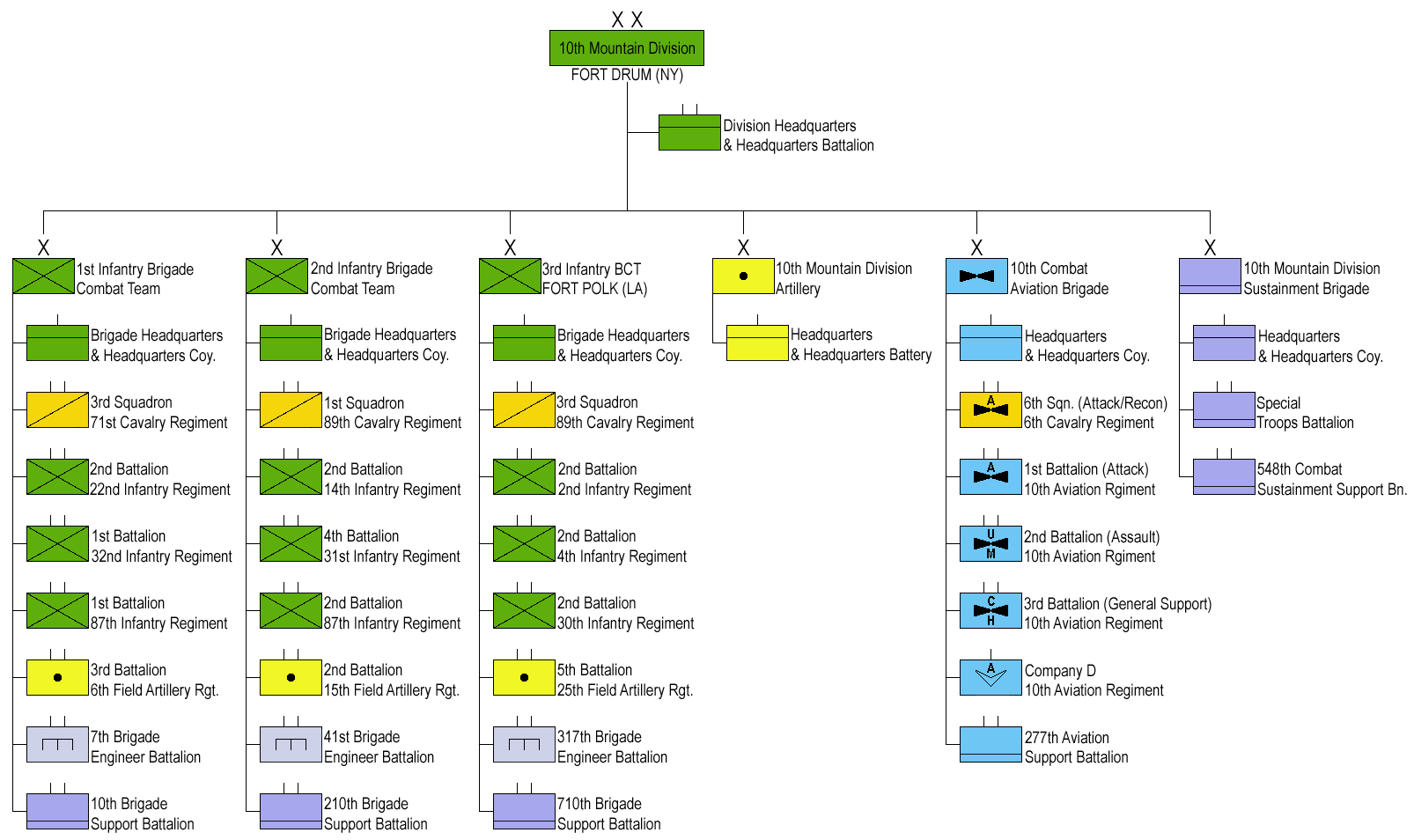
ОШС дивизии на 2021 год.

- Штаб и штабной батальон (10th Mountain Division Headquarters & Headquarters Battalion)
  - Штаб и штабная рота (Headquarters and Headquarters Company)
  - Штабная рота поддержки (Headquarters Support Company)
  - Рота разведки (Intelligence Support Company)
  - Рота связи (Division Signal Company)
  - Оркестр (10th Mountain Division Band)
- 1-я пехотная бригада (1st Infantry Brigade Combat Team «Warrior»)[25]
  - Штаб и штабная рота (Brigade Headquarters & Headquarters Company)
  - 3-й эскадрон 71-го кавалерийского полка (3rd Squadron, 71st Cavalry Regiment)
  - 2-й батальон 22-го пехотного полка (2nd Battalion, 22d Infantry Regiment)
  - 1-й батальон 32-го пехотного полка (1st Battalion, 32d Infantry Regiment)
  - 1-й батальон 87-го пехотного полка (1st Battalion, 87th Infantry Regiment)
  - 3-й дивизион 6-го артиллерийского полка (3rd Battalion, 6th Field Artillery Regiment)
  - 7-й инженерный батальон (7th Brigade Engineer Battalion)
  - 10-й батальон поддержки бригады (10th Brigade Support Battalion)
- 2-я пехотная бригада(2nd Infantry Brigade Combat Team «Commandos»)[25][26]
  - Штаб и штабная рота (Brigade Headquarters & Headquarters Company)
  - 1-й эскадрон 89-го кавалерийского полка(1st Squadron, 89th Cavalry Regiment)
  - 2-й батальон 14-го пехотного полка (2d Battalion, 14th Infantry Regiment)
  - 4-й батальон 31-го пехотного полка (4th Battalion, 31st Infantry Regiment)
  - 2-й батальон 87-го пехотного полка (2nd Battalion, 87th Infantry Regiment)
  - 2-й дивизион 15-го артиллерийского полка (2d Battalion, 15th Field Artillery Regiment)
  - 41-й инженерный батальон (41st Brigade Engineer Battalion)
  - 210-й батальон поддержки бригады (210th Brigade Support Battalion)
- 3-я пехотная бригада (3rd Infantry Brigade Combat Team «Patriots»)[27][28].
  - Штаб и штабная рота (Brigade Headquarters & Headquarters Company)
  - 3-й эскадрон 89-го кавалерийского полка (3rd Squadron, 89th Cavalry Regiment)
  - 2-й батальон 2-го пехотного полка (2nd Battalion, 2nd Infantry Regiment)
  - 2-й батальон 4-го пехотного полка (2nd Battalion, 4th Infantry Regiment)
  - 2-й батальон 30-го пехотного полка (2nd Battalion, 30th Infantry Regiment)
  - 5-й дивизион 25-го артиллерийского полка (5th Battalion, 25th Field Artillery Regiment)
  - 317-й инженерный батальон (317th Brigade Engineer Battalion «Buffalo») (активен с 24 февраля 2015)
  - 710-й батальон поддержки бригады (710th Brigade Support Battalion «Patriot Support») (активен с 24 февраля 2015)
- Артиллерийское командование (10th Mountain Division Artillery)
  - Штаб и штабная батарея (Headquarters and Headquarters Battery)
- Бригада армейской авиации (Combat Aviation Brigade «Falcons»)[27]
  - Штаб и штабная рота (Headquarters & Headquarters Company)
  - 1-й батальон (ударный) 10-го авиационного полка (1st Battalion, 10th Aviation Regiment) (Attack)
  - 2-й батальон (штурмовой) 10-го авиационного полка (2nd Battalion, 10th Aviation Regiment) (Assault)
  - 3-й батальон (разведывательный) 10-го авиационного полка (3rd Battalion, 10th Aviation Regiment) (GSAB «Phoenix»)
  - 6-й батальон (ударный) 6-го кавалерийского полка (6th Squadron, 6th Cavalry Regiment «Six Shooters»)
  - 227-й батальон тылового обеспечения (277th Aviation Support Battalion «Mountain Eagle»)
- Бригада поддержки (10th Mountain Division Sustainment Brigade)[29]
  - 10-й батальон специальных войск (10th Special Troops Battalion «Workhorse»)[30]
  - 548-й батальон поддержки боевого обеспечения (548th Combat Sustainment Support Battalion)
  - 63-й батальон по обезвреживанию взрывоопасных боеприпасов (63rd Explosive Ordnance Disposal Battalion)
  - 91-й батальон военной полиции (91st Military Police Battalion) (ADCON Minus)